# Daniel Geerinck
Dr. Daniel Joseph Lucien Geerinck (1945–2016) es un investigador, botánico, y profesor belga, que desarrolla sus actividades académicas en la Unidad Laboratorio de Botánica Sistemática y de Fitosociología, en la Universidad Libre de Bruselas.

## Biografía
En 1967, obtuvo su M.Sc. por la Universidad Libre de Bruselas.

## Algunas publicaciones
- 1974a. Notes taxonomiques sur des Orchidacées d'Afrique centrale, I: Vanilla Mill. Bulletin de la Societe Royale de Botanique de Belgique, 107 (1): 56-60

- 1974b. Notes taxonomiques sur des Orchidacées d'Afrique centrale, II: Disa Berg. Bull. de la Societe Royale de Botanique de Belgique, 107 (1) : 61-67

- 1976. Notes taxonomiques sur des Orchidacées d'Afrique centrale. IV: Eulophia R.Br. ex Lindl. Bull. de la Societe Royale de Botanique de Belgique, 179-184

- 1977. Deux nouvelles especes d' Orchidaceae pour le Rwanda et le Burundi. Bull. du Jardin Botanique National de Belgique, 47 (3/4) : 484

- 1979. Notes taxonomiques sur des Orchidacées d'Afrique centrale VI: Polystachya Hook. sect. Cultriformes Kraenzl. Bull. du Jardin Botanique National de Belgique, 49 (3/4) : 409-420

- 1980a. Notes taxonomiques sur des Orchidacées d'Afrique centrale. VII. Bull. du Jardin Botanique National de Belgique, 50 (1/2) : 117-122

- 1980b. Repartition geographique d'Orchidacées africaines I: Polystachya Hook. Bull. du Jardin Botanique National de Belgique, 50 (1/2) : 99-116

- 1982a. Notes taxonomiques sur des Orchidacées d'Afrique centrale. IX. Bull. du Jardin Botanique National de Belgique, 52 (3/4) : 341-347

- 1982b. Notes taxonomiques sur des Orchidacées d'Afrique centrale. VIII. Bull. du Jardin Botanique National de Belgique, 52 (1/2) : 141-149
- daniel Geerinck. 2001. Nouvelle espèce: Gladiolus gol blattianus GEERINCK ainsi que deux combinaisons nouvelles: G. erectiflorus var. verdickii, G. gregariusvar. ang stifolius pour la famille des Iridaceae en Afrique centrale: p. 1-3 — Les variations infraspécifiques de Moraea ventric sa BAKER (Iridaceae d’Afrique centrale): p. 4-5 — Éditeur, Hommage à Paul DESSART (1931-2001): 5 (15/4/2001) The myco-heterotrophic Voyria flavescens (Gentianaceae) and its associated fungus. Mycological Progress 1 (4 ) : 367-376

- 2002. Considérations taxonomiques et nomenclaturales sur des arbres et des arbustes cultivés en Belgique III: p. 2-4 — GEERINCK D., Liste des arbres feuillus en Région de Bruxelles- Capitale: p. 5-17 (25/10/2002)
- valérie MALUMA, daniel GEERINCK. 2004. Cincinnobotrys pauwelsiana MALUMA & GEERINCK (Melastomataceae) nouvelle espèce pour le Congo-Kinshasa. Taxonomania 14 : 2-3

- 2003. Liste des taxons de la famille des Orchidaceae au Burundi. Taxonomania 9: 5-8

- 2004. Considérations taxonomiques et nomenclaturales sur des arbres et des arbustes cultivés en Belgique et en Europe V . Taxonomania 14 : 4-6

- 2004. Eulophia aurantiaca ROLFE versus E. welwitschii (Rchb.f.) Rolfe (Orchidaceae) en Afrique centrale (Burundi, Congo-Kinshasa, Rwanda). Taxonomania 14 : 7 - 13

### Libros
- 1984. Orchidaceae (première partie). En Flore d’Afrique centrale (Zaïre, Ruanda, Burundi). Spermatophyte (ed P. Bamps), pp. 1-296. Jardin Botanique National de Belgique, Meise
- 1988. 179 Orchidaceae in TROUPIN G. Flore du Rwanda 4: 505-629. Musée Royal de l’Afrique Centrale, Tervuren
- 1992. Orchidaceae (seconde partie). En Flore d’Afrique centrale (Zaïre, Rwanda, Burundi). Spermatophyte (ed P. Bamps), pp. 297-780. Jardin Botanique National de Belgique, Meise
- 2005. Flore d'Afrique Centrale: Spermatophytes. Iridaceae. Ed. Jardin Botanique National de Belgique. 102 pp.

## Honores
- Miembro de numerosas sociedades científicas, y de conservación del ambiente[2]

### Epónimos
- (Orchidaceae) Geerinckia Mytnik & Szlach.[3]
- La abreviatura «Geerinck» se emplea para indicar a Daniel Geerinck como autoridad en la descripción y clasificación científica de los vegetales.[4]